# Ub (rivière)
Pour les articles homonymes, voir Ub.
L'Ub, en serbe en écriture cyrillique : Уб, est une rivière de l'ouest de la Serbie, et le plus long affluent de la Tamnava.

## Géographie
Sa longueur est de 57 km. 
L'Ub appartient au bassin de drainage de la Mer Noire ; son propre bassin couvre une superficie de 274 km2. La rivière n'est pas navigable. 
L'Ub prend sa source au mont Vlašić dans la région de Podgorina à l'ouest de la Serbie, près du village de Kasapo. De sa source à son embouchure, la rivière coule en direction de l'est, en parallèle avec la Tamnava, à laquelle elle unira ses eaux.
Les villages situés sur la partie supérieure de son cours sont Družetić, Pambukovica et Čučuge, où l'Ub s'oriente vers le nord. La rivière traverse les villages de Tvrdojevac et Zvizdar, puis la petite ville d'Ub, qui tire son nom de la rivière. 
L'Ub poursuit sa course vers le nord et rencontre la Tamnava près du village de Šarbane. 